# 徐銓 (立法委員)
徐銓（1910年9月7日—1977年12月4日），字仲衡，男，江苏涟水人，中华民国政治人物。民國37年（1948年）在江蘇省第六選區當選第一屆立法委員。

## 生平
早年毕业于復旦大學。
中國國民黨江蘇省黨團統一委員。
江蘇省參議會參議員。
民國37年，當選立法委員。
民國66年12月4日病。